# Сірий шум

Спектр сірого шуму

Сірий шум — шумовий сигнал, відповідний психоакустичній кривій сталої гучності на всіх частотах, тобто  для людського вуха він має однакову гучність на всіх частотах. Нагадує шум від далекого водоспаду.
сірий шум (10c)ⓘ